# Trintelen

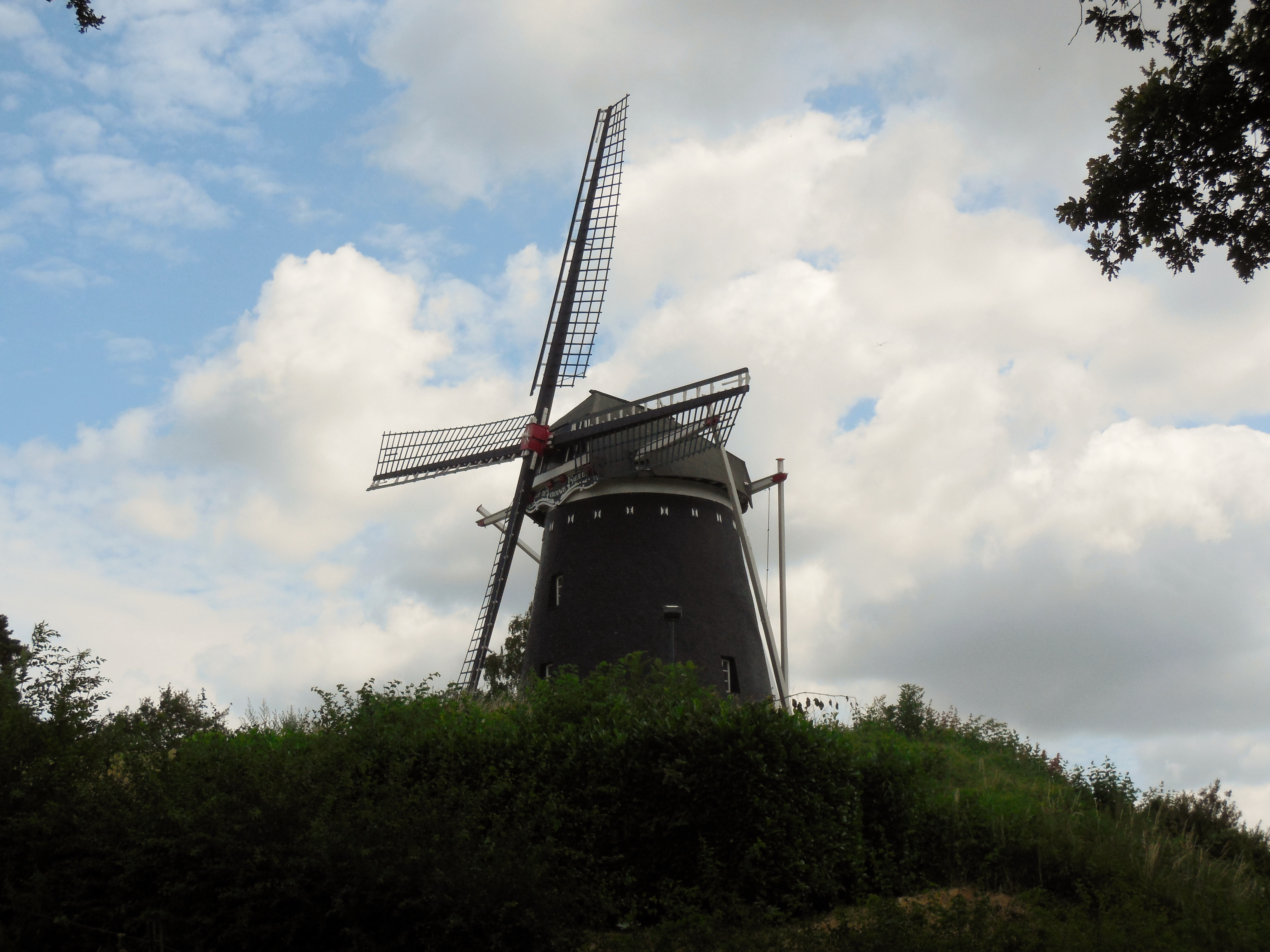
Windmolen bij Trintelen.

Trintelen (Limburgs: Dringsele) is een gehucht dat gelegen is in de Zuid-Limburgse gemeente Gulpen-Wittem (Nederland). Het gehucht valt kadastraal en praktisch gezien onder het dorp Eys. Evenals Eys behoorde Trintelen tot 1 januari 1999 bij de gemeente Wittem. Er wonen ongeveer 145 mensen (in 2013).

## Geografie
Het plaatsje wordt gevormd door lintbebouwing langs de weg van Eys naar Ubachsberg en enkele zijwegen. Direct ten noorden grenst het aan het gehucht Mingersborg, dat tot de gemeente Voerendaal wordt gerekend. De twee kernen vormen thans samen één geheel. Bij Trintelen lag het noordelijkste punt van de voormalige gemeente Wittem, die zich uitstrekte tot aan Slenaken. Dit punt was gelegen op de nabijgelegen heuvel Vrouwenheide, waarvan in vroegere tijden werd aangenomen dat hierop het hoogste punt van Nederland lag. Precies op deze heuvel komen de gemeentegrenzen van de huidige gemeenten Gulpen-Wittem, Voerendaal en Simpelveld samen.
Vanuit het dorp Eys gezien ligt Trintelen boven op een heuvelplateau, dat het Plateau van Ubachsberg genoemd wordt. Tevens ligt Mingersborg/Trintelen samen met de naburige buurtschappen Elkenrade en Eyserheide op een heuvelrug ten zuiden van het evenwijdig daaraan liggende Droogdal van Colmont. Dit droogdal begint direct ten noorden van Mingersberg en loopt af in westwaartse richting. Ten zuidwesten van Trintelen begint het droogdal de Grachterdalgrub in te snijden op het plateau lopende in zuidwestelijke richting. Tevens ligt Mingersborg/Trintelen op het Eiland van Ubachsberg.

## Bezienswaardigheden
In Trintelen/Mingersborg staan een aantal bezienswaardige eeuwenoude boerenhoeves, waaronder de meer dan 500 jaar oude Trintelerhof en op de kruising tussen de weg van Eys naar Ubachsberg en de weg naar Wijlre de monumentale Bernardushoeve. Deze laatstgenoemde bestond oorspronkelijk uit twee verschillende hoeves, maar wordt tegenwoordig gebruikt als appartementencomplex. Verder staat er bij dezelfde kruising een kleine Mariakapel. Midden op een andere driesprong staat een puthuis met een ruim 70 meter diepe waterput, een van de hoogstgelegen van Nederland. De put is al vele eeuwen oud, maar het vroegere puthuis werd in 1953 afgebroken en vervangen door het huidige en nog eens in 1982 herbouwd (op het puthuis staat het jaartal MCMLXXXII in Romeinse letters).
Op de Vrouwenheide staat op 215 meter boven NAP de hoogstgelegen windmolen van Nederland. Om meer wind te kunnen vangen is de molen bovendien op een kunstmatige verhoging gebouwd. Deze zogenaamde "beltmolen", die volgens de gevelsteen uit 1867 stamt, brandde tijdens de Tweede Wereldoorlog af en is pas jaren later, vanaf 1980, geheel herbouwd en werd in 1990 feestelijk geopend. Thans wordt hij alleen nog gebruikt als woonhuis.
De fietsvariant van de Mergellandroute gaat door Trintelen. Bij de Bernardushoeve is een terras dat gedurende de zomermaanden door vele wielrenners en wandelaars als uitrustplaats wordt gebruikt.

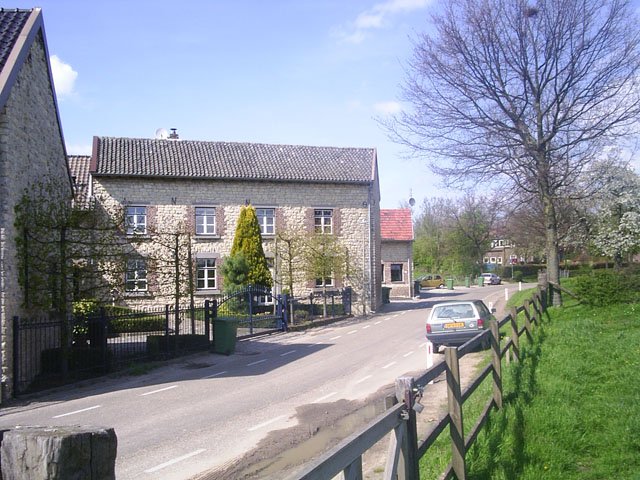
Het straatbeeld van Trintelen
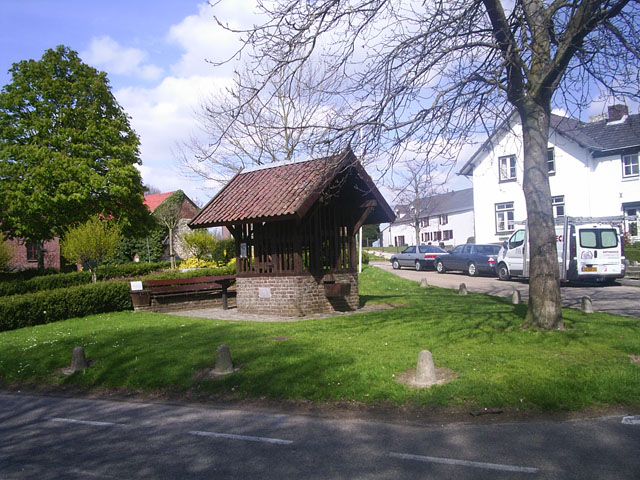
Zwingelput
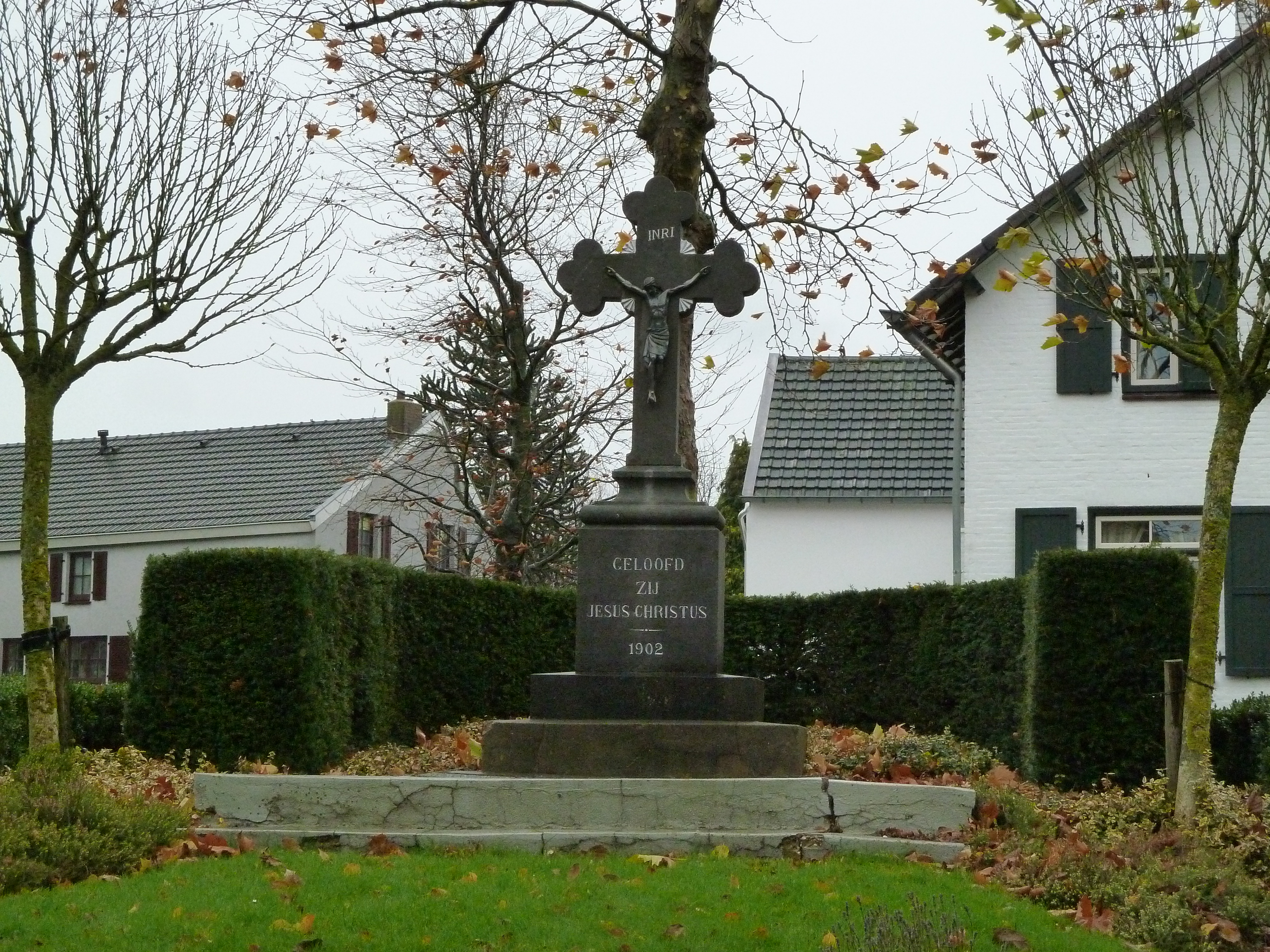
Kruis
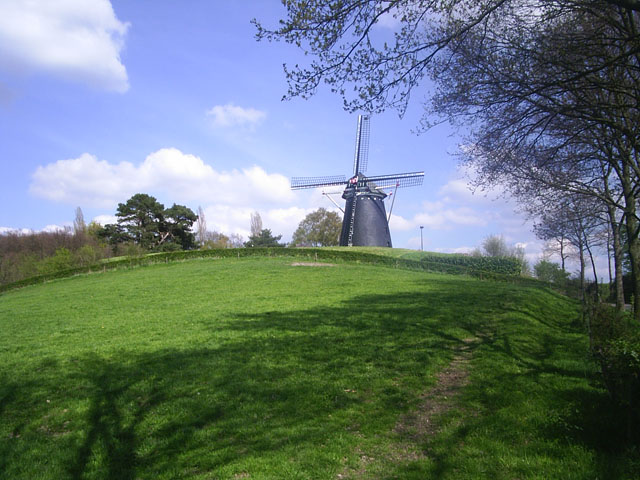
Windmolen Op de Vrouweheide
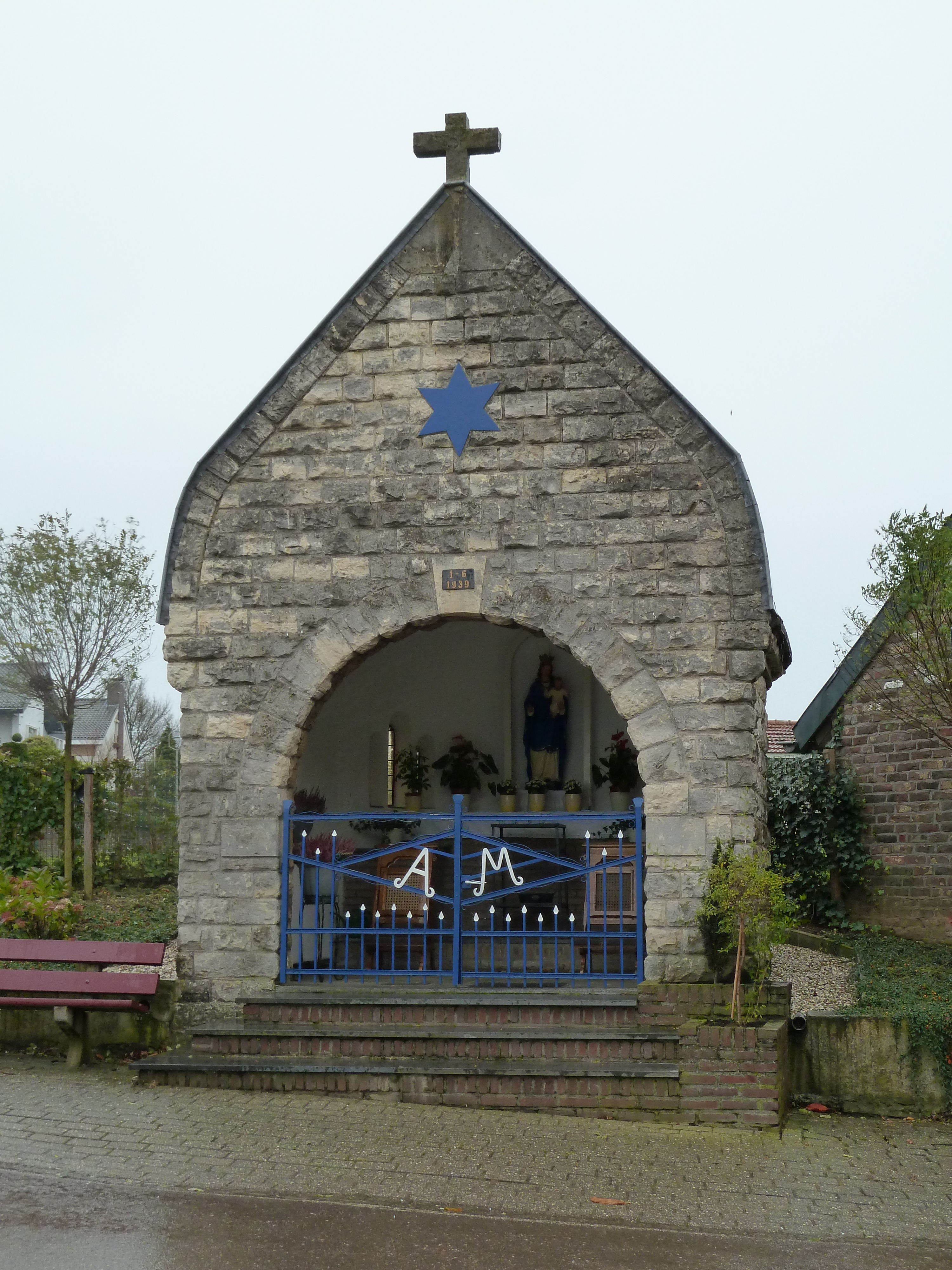
Kapel aan kruising Mingersborg-Eyserweg
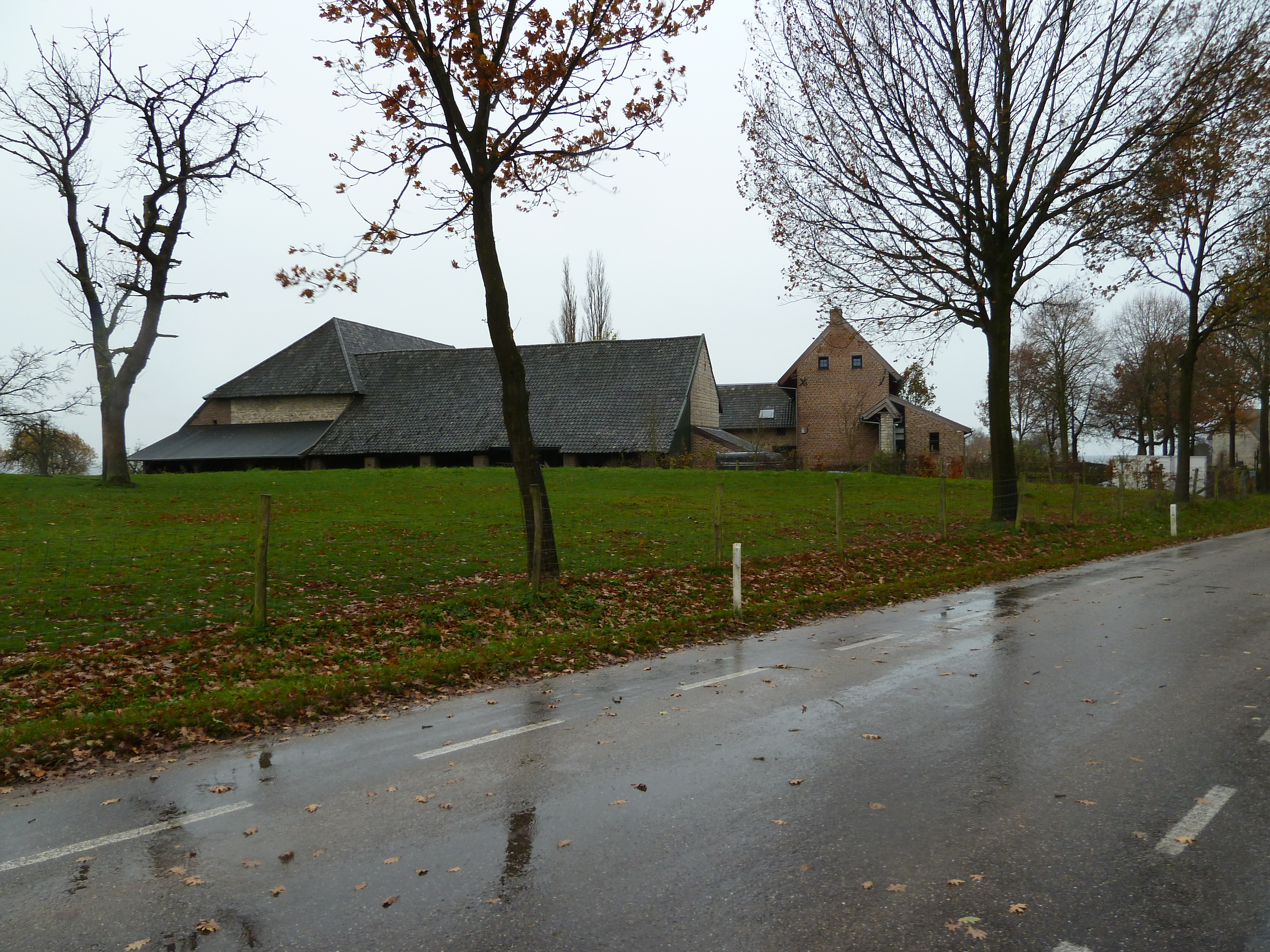
Monumentale hoeve
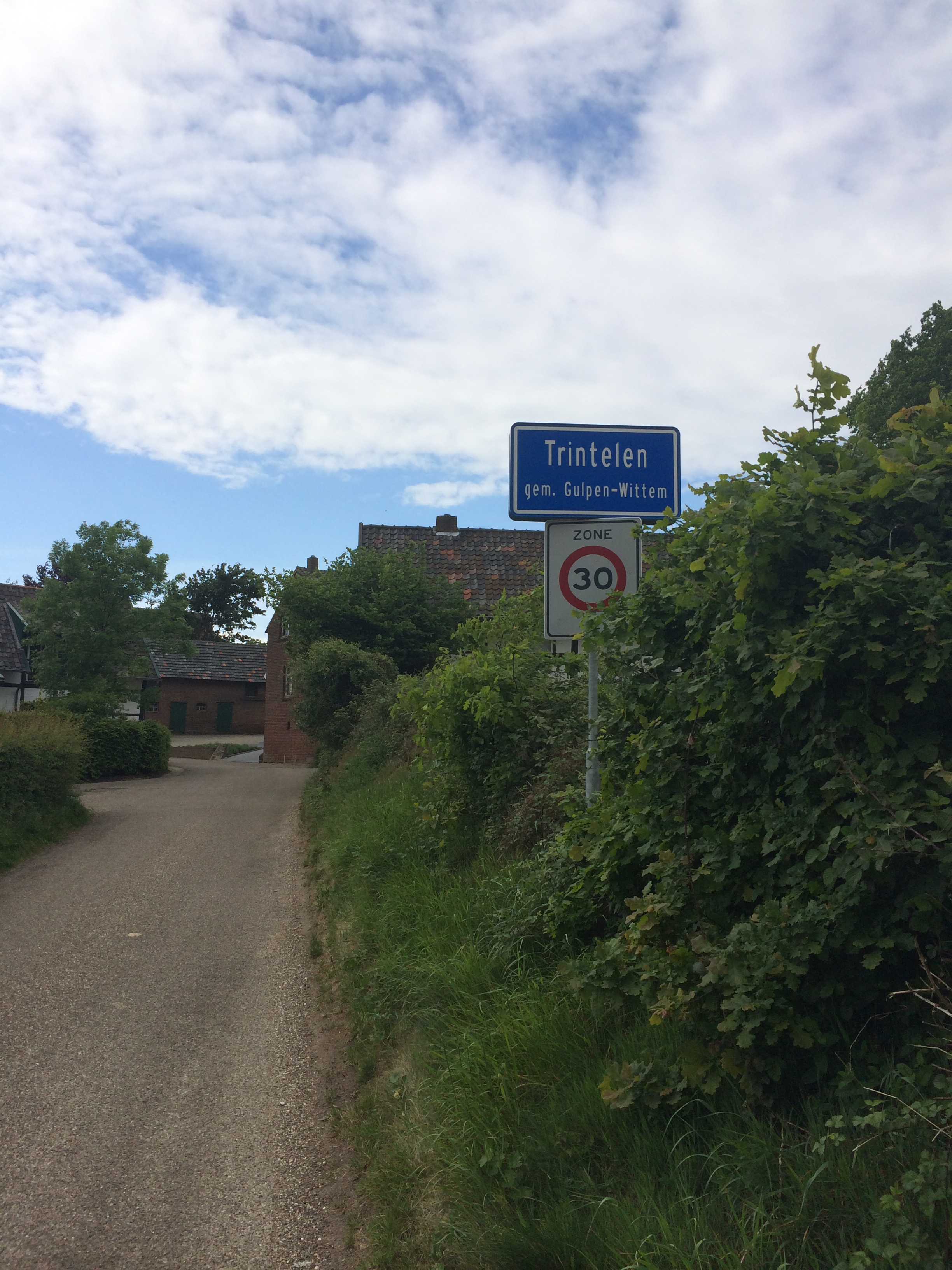
Bord Trintelen bij de grens van het dorp
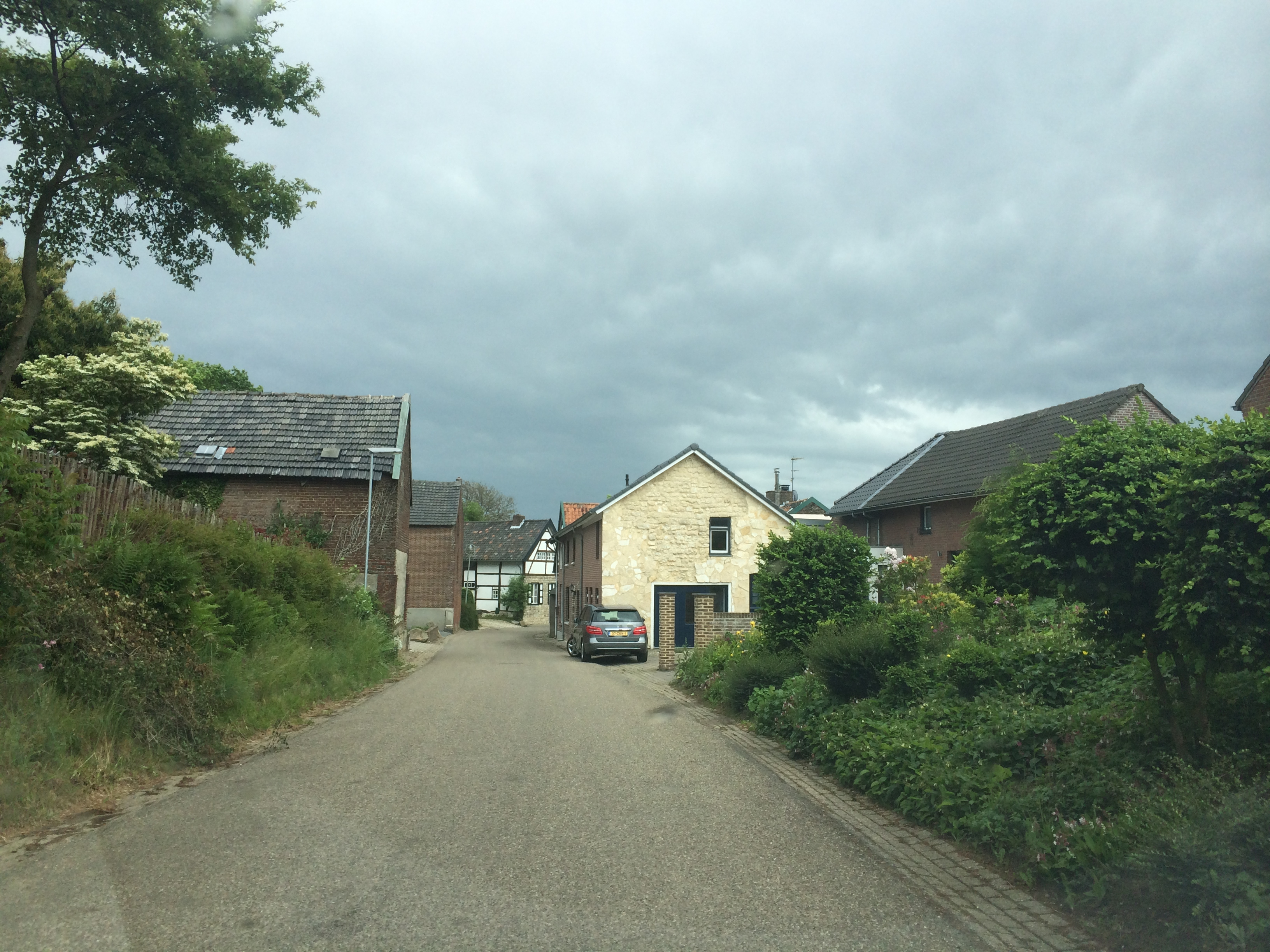
Dorpsgezicht van Trintelen